# R&F Centre
Le R&F Centre (富 力 中 心) est un gratte-ciel de bureaux haut de 243 mètres construit dans le sud de la Chine à Canton (Guangzhou) de 2005 à 2007 dans le district de Tianhe. 
Le bâtiment a été conçu par l'agence d'architecture britannique Aedas
Le propriétaire est la société Guangzhou R&F Properties Co., Ltd.
La surface de plancher de l'immeuble est de 121 755 m2